# Patricia Guerra
Patricia Guerra Cabrera (* 21. Juli 1965 in Las Palmas de Gran Canaria) ist eine ehemalige spanische Seglerin.

## Erfolge
Patricia Guerra nahm an zwei Olympischen Spielen in der 470er Jolle teil. Bei den Olympischen Spielen 1988 in Seoul ging sie mit Adelina González an den Start, mit der sie den zehnten Rang belegte. Vier Jahre darauf wurde sie mit Theresa Zabell in Barcelona Olympiasiegerin. Mit 29,7 Punkten beendeten sie die Regatta vor dem neuseeländischen und dem US-amerikanischen Boot auf dem ersten Platz. Im selben Jahr gewannen Guerra und Zabadell in Cádiz auch die Weltmeisterschaften und sicherten sich im Jahr darauf Silber. 1991 und 1992 wurden die beiden jeweils Europameister.